# صحراء أمارغوسا

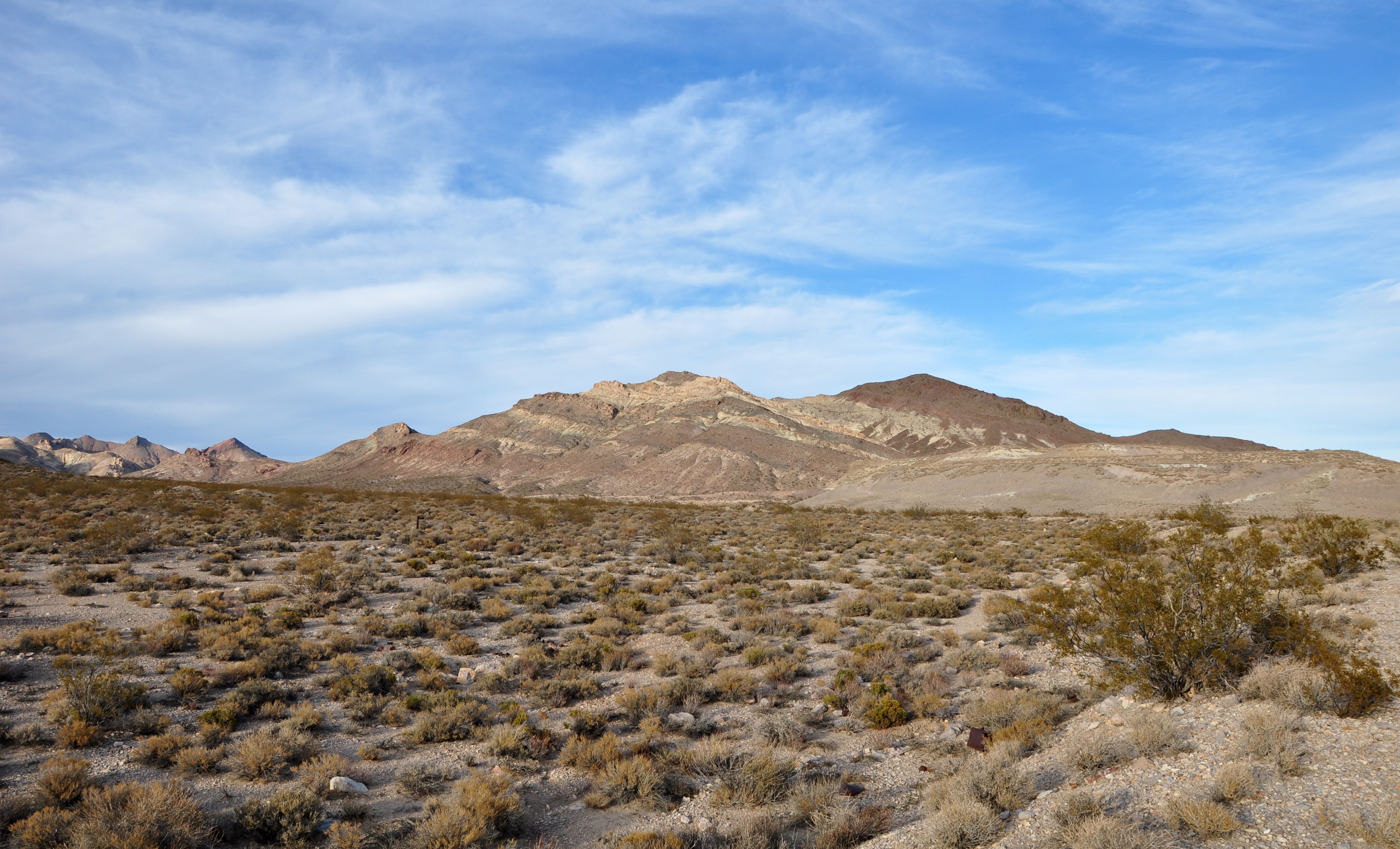
صورة لصحراء أمارغوسا

صحراء أمارغوسا (بالإنجليزية:The Amargosa Desert ) هي صحراء تقع غرب ولاية نيفادا في الولايات المتحدة الأمريكية ، على طول الحدود مع ولاية كاليفورنيا , تتحاذي الصحراء إلى حد كبير مع وادي أمارغوسا، يبلغ ارتفاع الصحراء حوالي 2600 إلى 2750 قدم (790-840 م) .
وتشمل جغرافية الصحراء الكبيرة على ادي أمارغوسا نيفادا (اثروب ويلز سابقا ) ، الذي يقع في الطرف الجنوبي من الصحراء، كما أن صحراء أمارغوسا تقع بين جبال فونيرا في الغرب وجبل يوكا وقاعدة نيليس الجوية إلى الشرق في مقاطعة ناي، سميت الصحراء باسم صحراء أمارغوسا نسبة لنهر أمارغوسا .